# NJ9842
Точка NJ9842 (также известная как NJ 980420; полное обозначение: NJ 38 98000, 13 42000, в системе координат Индии) — самая северная зафиксированная точка линии прекращения огня между Индия и Пакистан в регионе Кашмир, известной как Линия контроля (англ. Line of Control, LoC). От этой точки начинается Линия фактического положения на земле (англ. Actual Ground Position Line, AGPL) между Индией и Пакистаном и проходит до района хребта Индиры, где сходятся территории, контролируемые Китаем, Индией и Пакистаном.

## Определение линии контроля
В рамках Симлского соглашения, подписанного 2 июля 1972 года премьер-министрами Индирой Ганди и Зульфикаром Али Бхутто, стороны договорились, что «линия контроля, установившаяся в результате прекращения огня 17 декабря 1971 года, будет соблюдаться обеими сторонами без ущерба для официальной позиции каждой из них».
В ноябре—декабре 1972 года военные делегации двух стран встретились в деревне Сучетгарх для точного определения линии контроля. После завершения работ подписанные карты были обменяны между сторонами и переданы правительствам для ратификации. Историк Брайан Клугли отметил, что процесс демаркации продемонстрировал высокую степень территориальной точности. Однако он был завершён на координате NJ9842, оставив примерно 60–75 км границы до территории, контролируемой Китаем, неразграниченными.

## Географическое положение

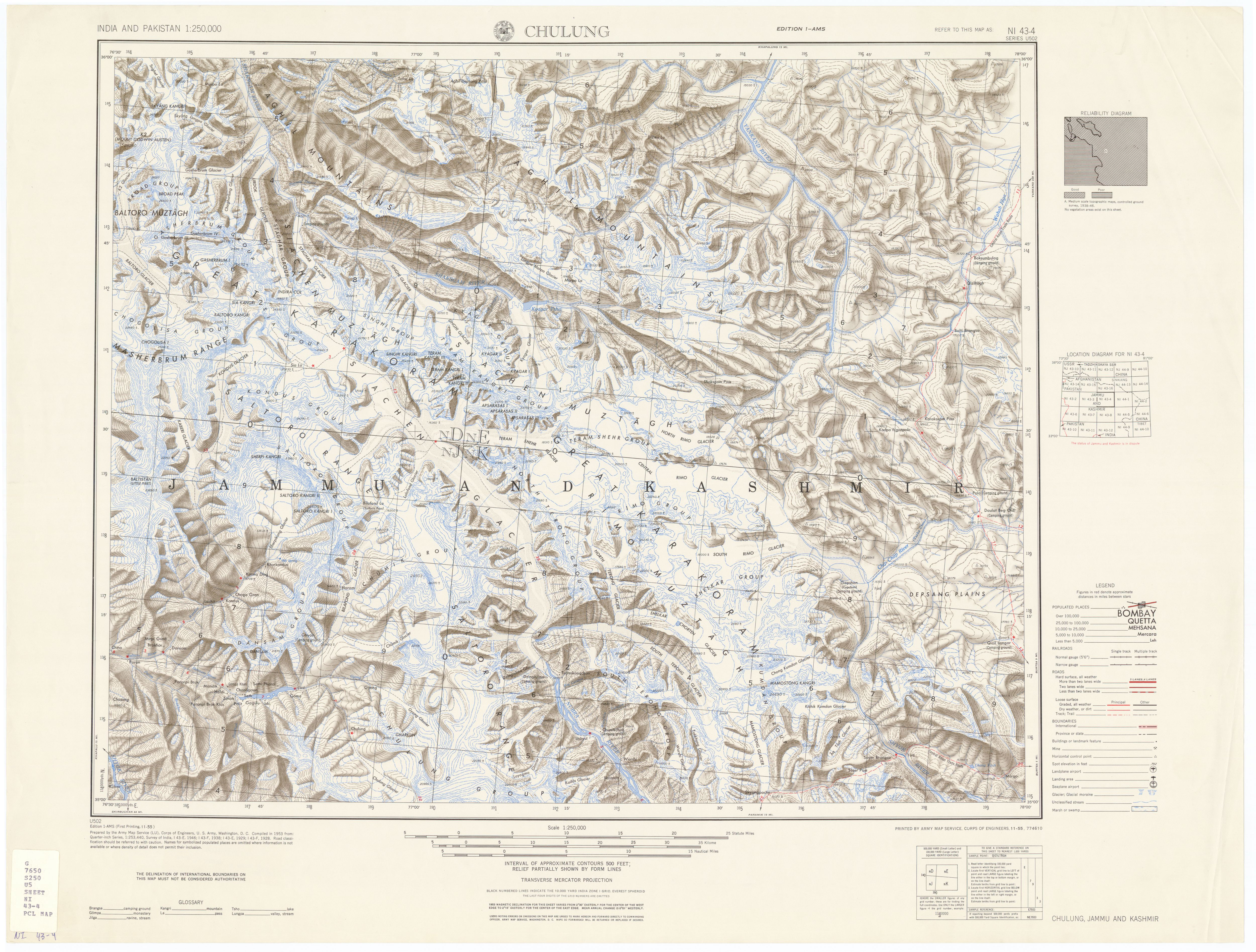
Карта района Армии США 1954 года; квадрат 38 90000, 13 40000 — пятый квадрат в нижнем ряду.

Точка NJ9842 расположена в пределах горного массива Салторо, на вершине долины Чалунка-Лунгпа, которая простирается на север от деревни Чалунка. Непосредственно к югу от точки находится ледник Кориса — исток реки Чалунка-Лунгпа, впадающей в реку Шёк. Юго-восточнее NJ9842 расположен ледник Урдолеп (или Варис), питающий реку Варис-Лунгпа.
К северу от точки находятся ледник Чулунг — исток реки Даншам (приток реки Салторо) и ледник Гёнг, формирующий приток с одноимённым названием. Эти ледники находятся на территории Кашмира, контролируемой Пакистаном.
Действующая Линия фактического положения на земле проходит от NJ9842 на северо-восток примерно на 10 км вдоль водораздела между двумя группами ледников. Далее она идёт на север вдоль водораздела хребта Салторо, разделяя притоки реки Шёк, текущие в пакистанский Кашмир, от тех, что впадают в реку Нубра и её притоки на территории индийского Кашмира.
Хотя некоторые авторы отождествляют точку «Хор» из линии перемирия 1949 года с NJ9842, эти точки различаются. Точка Хор находится южнее — в квадрате 39 00000, 13 20000 системы координат Индии, ближе к долине реки Шёк. Переход от Хора к NJ9842 в 1972 году частично отражал территориальные приобретения Индии в результате Индо-пакистанской войны 1971 года.

### Линия фактического положения на земле
Линия фактического положения на земле проходит вдоль горного массива Салторо от точки NJ9842 до района, близкого к Ла Йонгма-ри, Гёнг-ла, Гёнг-кангри, Чумик-Кангри, Биллафонд-ла и расположенного рядом поста Бана, Салторо-Кангри, Гхент-Кангри и Сиа-ла, до трёхсторонней границы Индии, Пакистана и Китая к северо-западу от Индира-кол Уэст на сино-индийской линии фактического контроля (LAC) Пики и перевалы, находящиеся под контролем Пакистана, такие как лагерь Гаяри, Чоголиса, Ледник Бальторо, Конвей-седдл, Бальторо-Муздагх и Гашербрум, расположены к западу от AGPL.